# زهراب مناتسکانیان
زهراب هراچیکی مناتسکانیان (Զոհրաբ Հրաչիկի Մնացականյան؛ انگلیسی: Zohrab Mnatsakanian زادهٔ ۲۰ مارس ۱۹۶۶) یک دیپلمات، و سیاست‌مدار اهل ارمنستان که از ماه مه ۲۰۱۸ تا ۱۶ نوامبر ۲۰۲۰ در کابینه نیکول پاشینیان به عنوان وزیر امورخارجه ارمنستان خدمت می‌کرد.

## زندگی‌نامه
وی در ۲۰ مارس ۱۹۶۶ در ایروان به دنیا آمد و از پژوهشکده دولتی روابط بین‌المللی مسکو فارغ‌التحصیل گشت. وی متأهل و صاحب دو پسر می‎‌باشد. وی همچنین برنده جوایزی همچون مدال مخیتار گش (۲۰۱۱) می‌باشد.

## نگارخانه

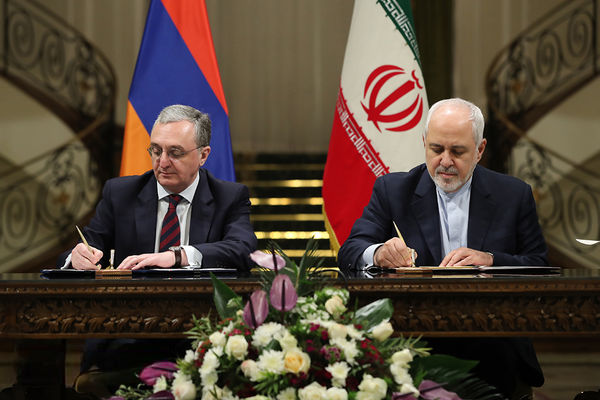
زهراب مناتساکانیان و جواد ظریف در تهران (2019)

## یادداشت
1. ↑  Ժնևի ՄԱԿ-ի գրասենյակում և այլ միջազգային կազմակերպություններում Հայաստանի Հանրապետության մշտական ներկայացուցիչ